# 石林镇 (重庆市)
石林镇，是中华人民共和国重庆市綦江区下辖的一个乡镇级行政单位。

## 行政区划
石林镇下辖以下地区：
两河口社区、两河村、星台村、农林村、茶树村、石鼓村、白花村、茶园村和庙坝村。